# Маяк Нью-Дорп
Маяк Нью-Дорп (англ. New Dorp Light) — маяк, на острове Статен в районе Нью-Дорп, Статен-Айленд, штат Нью-Йорк, США. Построен в 1856 году. Деактивирован в 1964 году.

## История
Судоходство около города Нью-Йорк в XIX веке было оживлённым, на острове Статен маяков было недостаточно, и 31 августа 1852 года Конгресс США выделил средства на строительство трёх маяков на Статен-Айленд, и тендер с проектом стоимостью 19 124$ 11 июня 1855 года выиграл Ричард Карлоу. Местом для одного из маяков был выбран высокий холм в  районе Нью-Дорп. В 1856 году работы были завершены. Маяк представлял собой деревянный прямоугольный двухэтажный дом смотрителя со скатной крышей на кирпичном фундаменте, в центре которого располагалась деревянная квадратная башня высотой 12 метров. На маяк была установлена линза Френеля. Комплекс зданий маяка также включал хозяйственную постройку и небольшую котельную. В 1964 году Береговая охрана США посчитала маяк избыточным и вывела его из эксплуатации. За последующие 10 лет маяк пострадал от вандалов. В 1974 году маяк был продан на аукционе Джону Вокралу за 32 000$, который за свой счёт отреставрировал маяк. В настоящее время маяк не функционирует и остаётся в частной собственности.
В 1973 году он был включен в Национальный реестр исторических мест.